# Lea Luboshutz
Lea Luboshutz (russisch Леа Сауловна Любошутц; * 21. Januarjul. / 2. Februar 1885greg. in Odessa, Russisches Kaiserreich, heute Ukraine; † 18. März 1965) war eine russische Geigerin und Musikpädagogin.

## Leben
Luboshutz hatte ab dem fünften Lebensjahr Violinunterricht bei ihrem Vater. Achtjährig wurde sie Schülerin von Emil Młynarski am Konservatorium Odessa. 1896 kam sie an das Moskauer Konservatorium, wo ab 1900 Jan Hřímalý ihr Lehrer war. Zweimal reiste sie auch nach Belgien und nahm Unterricht bei Eugène Ysaÿe.
Bereits als Jugendliche unternahm Luboshutz Konzerttourneen durch Russland und Europa. Mit ihren Geschwistern Pierre Luboshutz (Klavier) und Anna Luboshutz (Cello) trat sie als Luboshutz Trio auf. 1903 lernte sie den Pianisten und politischen Aktivisten Onissim Goldovsky kennen, der bis zu seinem Tod 1922 ihr Lebenspartner war. Ihre erste Tournee durch die USA 1907, die mit einem erfolgreichen Auftritt in der Carnegie Hall begann, musste sie wegen ihrer Schwangerschaft abbrechen.
Nach der Oktoberrevolution beschlossen Luboshitz und Goldovsky, Russland zu verlassen. Luboshitz brach mit ihrem Sohn, dem Pianisten Boris Luboshutz, zu einer Konzerttournee durch Deutschland auf. Nachdem Goldovsky in Russland gestorben war, reiste sie weiter nach Paris. Dort trat sie u. a. mit Fjodor Schaljapin in der Pariser Oper auf und wurde von dem Impresario und Konzertmanager Sol Hurok entdeckt, der beschloss, aus ihr einen Star in den USA zu machen. Seit Anfang der 1920er Jahre bildete sie auch ein Duo mit dem Pianisten Józef Hofmann.
1925 debütierte sie in New York mit einem Recital in der Aeolian Hall. Später spielte sie unter der Leitung von Ernst von Dohnanyi die New Yorker Erstaufführung von Sergei Prokofjews Erstem Violinkonzert. Von 1927 bis 1945 unterrichtete sie Violine am Curtis Institute of Music.